# Amaurina opacipennis
Amaurina opacipennis är en skalbaggsart som beskrevs av Gilbert John Arrow 1909. Amaurina opacipennis ingår i släktet Amaurina och familjen Cetoniidae. Inga underarter finns listade i Catalogue of Life.